# 스미스밭쥐
스미스밭쥐 또는 스미스붉은등밭쥐(Myodes smithii)는 비단털쥐과에 속하는 설치류이다. 일본에서만 알려져 있다. 종소명과 일반명은 영국 여행자 스미스(Richard Gordon Smith, 1858–1918)의 이름에서 유래했다. 일본에서 머물 때, 대영박물관을 위해 스미스밭쥐의 모식 표본을 포함한 포유류를 수집했다.

## 분류학
스미스밭쥐의 계통 발생에 대하여 상당한 논의가 있었다. 어금니는 살아 있는 동안 계속해서 자라며, 이 성질 때문에 한때 "파울로미스속"(Phaulomys)으로 분류하기도 했다. 그러나 미토콘드리아와 핵 리보솜 DNA를 이용한 연구 결과, 일본과 아시아 종 대륙밭쥐(Myodes rufocanus)와 한국 종 비단털들쥐(Myodes regulus)의 근연종이라는 사실이 밝혀졌고, 파울로미스속에 포함된 것에 대한 지지는 아니다. 스미스밭쥐의 계속 성장하는 어금니는 현재 일본에 서식하는 대륙밭쥐속 토착종의 선조와 독립적으로 파생된 것으로 추정되고 있다.

## 특징
스미스밭쥐 몸의 털 색은 갈색-노란색부터 중간 갈색까지 다양하고, 배 쪽은 연한 갈색조를 띤다. 꼬리 길이 약 60mm를 제외한 몸길이는 약 115mm이다. 몸무게는 20g부터 35g까지 다양하다. 털은 무성하고 짧으며, 주둥이 뭉툭하고 귀는 둥글다. 치열은 1.0.0.31.0.0.3이고, 어금니는 일생동안 계속 자란다.

## 분포
스미스밭쥐는 일본 도고섬과 혼슈, 규슈, 시코쿠에서 발견된다. 오키 제도와 미카와국 지역의 4개 도시와 1개 읍에서도 발견된다.

## 생태
스미스밭쥐는 해발 약 400m 이상 삼림 지역의 숲과 플랜테이션, 농장에서 서식한다. 충적 평야에서는 서식하지 않는다. 잎 더미에 굴을 만들고 축축한 환경을 좋아한다. 선택된 서식지에서 흔하게 발견되는 종이지만 개체군의 일부는 도로 건설과 토지 개간, 댐 건설, 삼림 벌채 등으로 파편화되어 있다. 먹이는 전체 식물로만 이루어져 있고, 녹색 식물 줄기와 잎, 씨앗을 먹는다. 번식기는 지역에 따라 다양하고, 일년에 한번 또는 두번에 걸쳐 각각 1~6마리의 새끼를 낳지만 보통 2~3마리의 새끼를 낳는다.